# ブライアン・バンクス
ブライアン・グレン・バンクス（Brian Glen Banks , 1970年9月28日 - ）は、アメリカ合衆国アリゾナ州出身の元プロ野球選手（内野手、外野手、捕手）。

## 来歴・人物
1993年のMLBドラフト2巡目でミルウォーキー・ブルワーズに指名され契約。1996年にメジャー初昇格。1999年には自己最多の105試合に出場。
2000年4月下旬に福岡ダイエーホークスに入団。開幕直後のダイエーは、前年全試合に出場している正捕手の城島健司が指の骨折で戦線を離脱。正捕手不在のダイエーはベテランの坊西浩嗣、ルーキーの的場直樹のほか、一塁手にコンバートされていた主砲の吉永幸一郎が5年ぶりにマスクを被り、更に本来内野手で捕手経験が一切ない林孝哉までブルペンで投手の球を受けるという、まさに捕手の非常事態となっていた。
また開幕4番を務めたメルビン・ニエベスが不振で、更に4月中旬より夫人の出産で一時帰国することになった。球団は、様々なポジションが守れる上にスイッチヒッターであり、ちょうどメジャーの開幕ロースターから漏れていたバンクスの獲得を急遽決めたが、これは緊急避難的な要素が強く、首脳陣は一応捕手経験があり、前年には当時ブルワーズに在籍していた野茂英雄とバッテリーを組んでおり日本人投手の球を受けた経験のあるバンクスに捕手を守らせるケースも想定して獲得している。推定年俸は格安の2,000万円だった。
しかし、蓋を開けてみれば長打どころかヒットすらまともに出ない打撃で、5月上旬に再来日したニエベスの代役にならず、入れ替わりで二軍降格。7月にニエベスが二軍降格処分となったことから再び一軍に昇格したが、やはり全くと言っていいほど結果が出せず、再び降格。シーズン終了前に戦力外通告を受け、日本シリーズの出場メンバーにも登録されず、解雇となった。一塁や三塁でのスタメン起用はあったが、捕手出場は一度もなかった（二軍では捕手として出場していた）。守備や走塁は無難にこなしており、守備固めや代走で出場したこともあるが、ホークスの福岡移転後、一軍の試合に出場して一軍での本塁打0に終わった最初の外国人野手になってしまった。
その後、2002年にフロリダ・マーリンズでメジャー復帰。2003年にはチームがワールドシリーズを制したが、バンクス自身はシリーズのロースター入りはならなかった。同年限りで現役を引退。

## 詳細情報

### 年度別打撃成績
| 年 度    | 球 団    | 試 合 | 打 席 | 打 数 | 得 点 | 安 打 | 二 塁 打 | 三 塁 打 | 本 塁 打 | 塁 打 | 打 点 | 盗 塁 | 盗 塁 死 | 犠 打 | 犠 飛 | 四 球 | 敬 遠 | 死 球 | 三 振 | 併 殺 打 | 打 率 | 出 塁 率 | 長 打 率 | O P S |
| -------- | -------- | ----- | ----- | ----- | ----- | ----- | -------- | -------- | -------- | ----- | ----- | ----- | -------- | ----- | ----- | ----- | ----- | ----- | ----- | -------- | ----- | -------- | -------- | ----- |
| 1996     | MIL      | 4     | 8     | 7     | 2     | 4     | 2        | 0        | 1        | 9     | 2     | 0     | 0        | 0     | 0     | 1     | 0     | 0     | 2     | 0        | .571  | .625     | 1.286    | 1.911 |
| 1997     | MIL      | 28    | 75    | 68    | 9     | 14    | 1        | 0        | 1        | 18    | 8     | 0     | 1        | 0     | 1     | 6     | 0     | 0     | 17    | 1        | .206  | .267     | .265     | .531  |
| 1998     | MIL      | 24    | 28    | 24    | 3     | 7     | 2        | 0        | 1        | 12    | 5     | 0     | 0        | 0     | 0     | 4     | 0     | 0     | 7     | 0        | .292  | .393     | .500     | .893  |
| 1999     | MIL      | 105   | 249   | 219   | 34    | 53    | 7        | 1        | 5        | 77    | 22    | 6     | 1        | 3     | 2     | 25    | 5     | 0     | 59    | 2        | .242  | .317     | .352     | .669  |
| 2000     | ダイエー | 32    | 83    | 74    | 6     | 11    | 2        | 0        | 0        | 13    | 4     | 0     | 0        | 0     | 0     | 8     | 0     | 1     | 23    | 1        | .149  | .241     | .176     | .417  |
| 2002     | FLA      | 20    | 29    | 28    | 3     | 9     | 1        | 0        | 1        | 13    | 4     | 0     | 0        | 0     | 0     | 1     | 0     | 0     | 6     | 0        | .321  | .345     | .464     | .809  |
| 2003     | FLA      | 92    | 180   | 149   | 14    | 35    | 6        | 2        | 4        | 57    | 23    | 2     | 1        | 2     | 2     | 25    | 1     | 2     | 38    | 4        | .235  | .348     | .383     | .731  |
| MLB：6年 | MLB：6年 | 273   | 569   | 495   | 65    | 122   | 19       | 3        | 13       | 186   | 64    | 8     | 3        | 5     | 5     | 62    | 6     | 2     | 129   | 7        | .246  | .330     | .376     | .706  |
| NPB：1年 | NPB：1年 | 32    | 83    | 74    | 6     | 11    | 2        | 0        | 0        | 13    | 4     | 0     | 0        | 0     | 0     | 8     | 0     | 1     | 23    | 1        | .149  | .241     | .176     | .417  |

### 記録
NPB
- 初出場：2000年5月6日、対大阪近鉄バファローズ7回戦（大阪ドーム）、6回表に林孝哉の代打で出場
- 初先発出場：2000年5月7日、対大阪近鉄バファローズ8回戦（大阪ドーム）、5番・三塁手として先発出場
- 初安打・初打点：同上、3回表に高村祐から右翼へ適時二塁打

### 背番号
- 23 （1996年 - 1999年）
- 47 （2000年）
- 22 （2002年 - 2003年）